# Campionati europei di atletica leggera indoor 2017 - Salto in lungo maschile
Tra gli eventi sportivi che si disputarono in occasione dei Campionati europei di atletica leggera indoor 2017 ci fu il salto in lungo maschile.

## Podio
| Pos.    | Atleta           | Nazionalità |
| ------- | ---------------- | ----------- |
| Oro     | Izmir Smajlaj    | Albania     |
| Argento | Michel Tornéus   | Svezia      |
| Bronzo  | Serhiy Nykyforov | Ucraina     |

## Record
| Record                | Record          | Record | Record                          | Record          |
| --------------------- | --------------- | ------ | ------------------------------- | --------------- |
| Record del mondo      | Carl Lewis      | 8.79   | New York, Stati Uniti d'America | 27 gennaio 1984 |
| Record europeo        | Sebastian Bayer | 8.71   | Torino, Italia                  | 8 marzo 2009    |
| Record dei campionati | Sebastian Bayer | 8.71   | Torino, Italia                  | 8 marzo 2009    |

## Programma
| Data         | Ora   | Turno          |
| ------------ | ----- | -------------- |
| 3 marzo 2017 | 9:40  | Qualificazioni |
| 4 marzo 2017 | 19:32 | Finale         |

## Risultati

### Qualificazioni
Si sono qualificati direttamente gli atleti che hanno saltato almeno 7.80 oppure si qualificano i primi otto.
| Posizione | Atleta                  | Nazione     | #1   | #2   | #3   | Risultato | Note |
| --------- | ----------------------- | ----------- | ---- | ---- | ---- | --------- | ---- |
| 1         | Serhiy Nykyforov        | Ucraina     | 7.65 | 8.18 |      | 8.18      | Q    |
| 2         | Lazar Anić              | Serbia      | 7.65 | 7.98 |      | 7.98      | Q    |
| 3         | Izmir Smajlaj           | Albania     | 7.98 |      |      | 7.98      | Q    |
| 4         | Michel Tornéus          | Svezia      | 7.96 |      |      | 7.96      | Q    |
| 5         | Filippo Randazzo        | Italia      | 7.72 | 7.89 | x    | 7.89      | q    |
| 6         | Julian Howard           | Germania    | 7.85 | 7.88 | x    | 7.88      | q    |
| 7         | Tomasz Jaszczuk         | Polonia     | 7.74 | 7.78 | x    | 7.78      | q    |
| 8         | Elvijs Misāns           | Lettonia    | 7.52 | 7.72 | 7.71 | 7.72      | q    |
| 9         | Eusebio Cáceres         | Spagna      | 7.72 | 7.59 | 7.33 | 7.72      |      |
| 10        | Andrew Howe             | Italia      | 7.71 | x    | 6.19 | 7.71      |      |
| 11        | Lamont Marcell Jacobs   | Italia      | 7.40 | 7.70 | 7.62 | 7.70      |      |
| 12        | Dan Bramble             | Regno Unito | x    | 7.64 | x    | 7.64      |      |
| 13        | Benjamin Gföhler        | Svizzera    | 7.60 | 7.56 | 7.63 | 7.63      |      |
| 14        | István Virovecz         | Ungheria    | 7.46 | 7.25 | 7.59 | 7.59      |      |
| 15        | Vladyslav Mazur         | Ucraina     | 7.43 | 7.58 | 7.34 | 7.58      |      |
| 16        | Kanstantsin Barycheuski | Bielorussia | 7.50 | x    | x    | 7.50      |      |
| 17        | Henrik Kutberg          | Estonia     | x    | 7.34 | 7.49 | 7.49      |      |
| 18        | Strahinja Jovančević    | Serbia      | 7.47 | 7.45 | x    | 7.47      | SB   |
|           | Bachana Khorava         | Georgia     | x    | x    | x    | NM        |      |
|           | Marcos Chuva            | Portogallo  |      |      |      | DNS       |      |

### Finale
La finale è iniziata alle 19:32 di sabato 4 marzo
.
| Posizione | Atleta           | Nazione  | #1   | #2   | #3   | #4   | #5   | #6   | Risultato | Note                                     |
| --------- | ---------------- | -------- | ---- | ---- | ---- | ---- | ---- | ---- | --------- | ---------------------------------------- |
| 1         | Izmir Smajlaj    | Albania  | 7.81 | 8.02 | x    | 6.58 | x    | 8.08 | 8.08      | Record nazionale                         |
| 2         | Michel Tornéus   | Svezia   | 8.08 | x    | x    | x    | 7.94 | 7.98 | 8.08      | Miglior prestazione personale stagionale |
| 3         | Serhiy Nykyforov | Ucraina  | 8.01 | 7.92 | x    | 8.07 | 8.02 | 7.77 | 8.07      |                                          |
| 4         | Tomasz Jaszczuk  | Polonia  | 7.98 | 7.82 | x    | x    | 7.65 | 7.81 | 7.98      | Miglior prestazione personale            |
| 5         | Julian Howard    | Germania | x    | x    | x    | 7.94 | x    | 7.97 | 7.97      |                                          |
| 6         | Lazar Anić       | Serbia   | 7.45 | x    | 7.90 | 7.68 | x    | x    | 7.90      |                                          |
| 7         | Filippo Randazzo | Italia   | 7.33 | x    | 7.77 | x    | x    | 7.60 | 7.77      |                                          |
|           | Elvijs Misāns    | Lettonia | x    | x    | x    | x    | x    | x    | NM        |                                          |